# Via Claudia Nova
La via Claudia Nova va ser una antiga via romana que va construir l'emperador Claudi l'any 47 per unir la via Cecília amb la via Tiburtina.
Les informacions sobre el seu traçat són divergents, ja que alguns autors consideren que s'iniciava a Amiternum i d'altres fonts la van sortir de Civitatomassa, un poblet construït sobre el pagus de Foruli. Arribava a la via Tiburtina prop de Popoli, als Abruços, prop del riu Aterno.
Travessa la plana de Navelli i el seu recorregut es sobreposa a un altre conegut com Aquila-Foggia. Després de l'església de Santa Maria dei Cintorelli prop de Caporciano, torna a seguir el recorregut d'Aquilla-Foggia fins a Collepietro.
Travessa Peltuinum, una ciutat romana de la que es conserven encara restes, prop de Prata d'Ansidonia. Passa per Ocriticum, un poblet que era lloc de repos i de culte pels pelegrins, on s'aixecava un temple dedicat a Jovis Larene, que menciona la Taula de Peutinger.